# 大同江区域
大同江區域（朝鲜语：／ Taedonggang guyŏk */?）是朝鮮民主主義人民共和國首都平壤市的一個區域，位於大同江左岸。
2008年人口207,081人。下分25洞。
朝鮮日治時期設機場。